# Fortaleza de San Carlos de la Cabaña

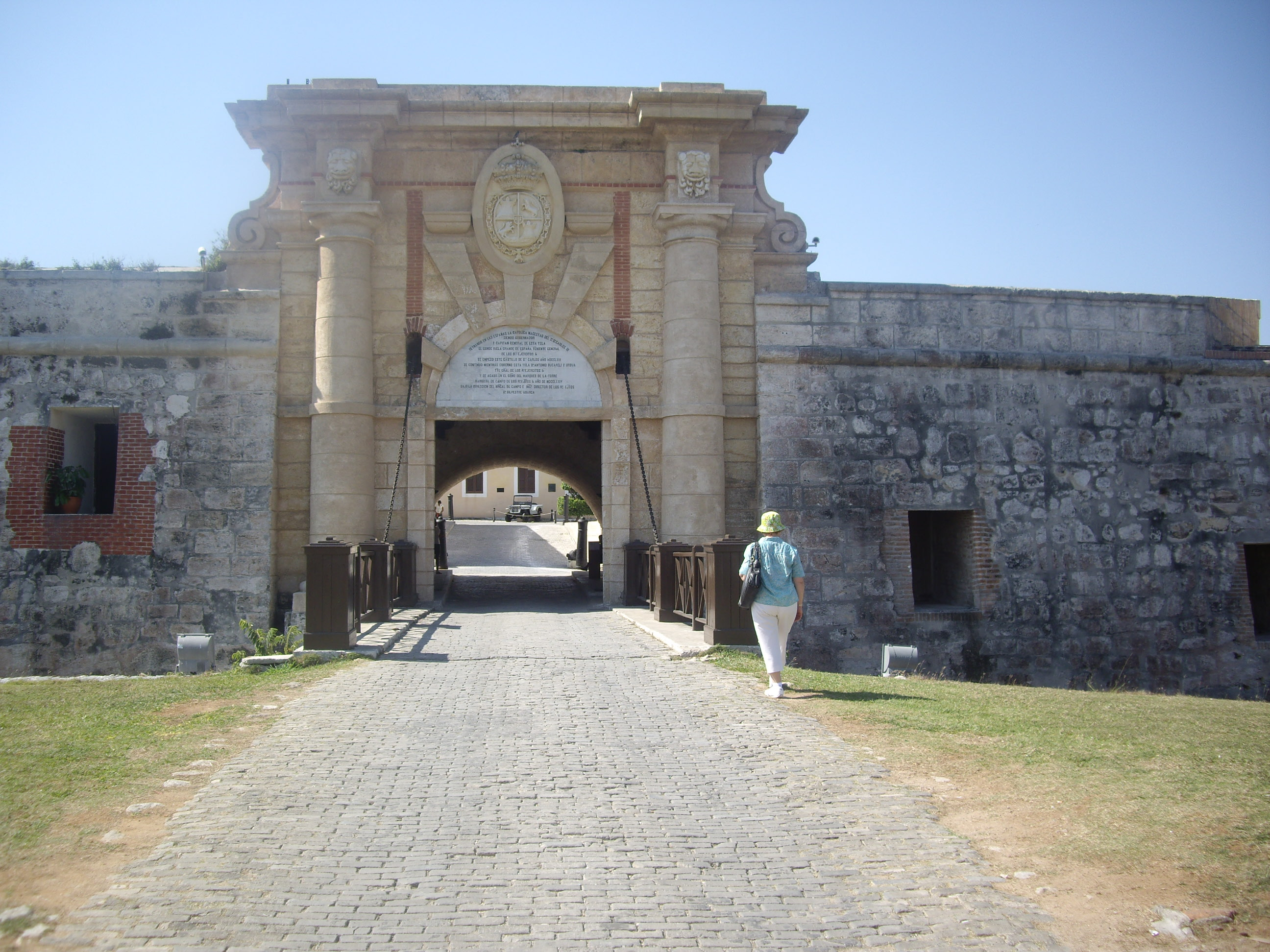
De hoofdtoegang

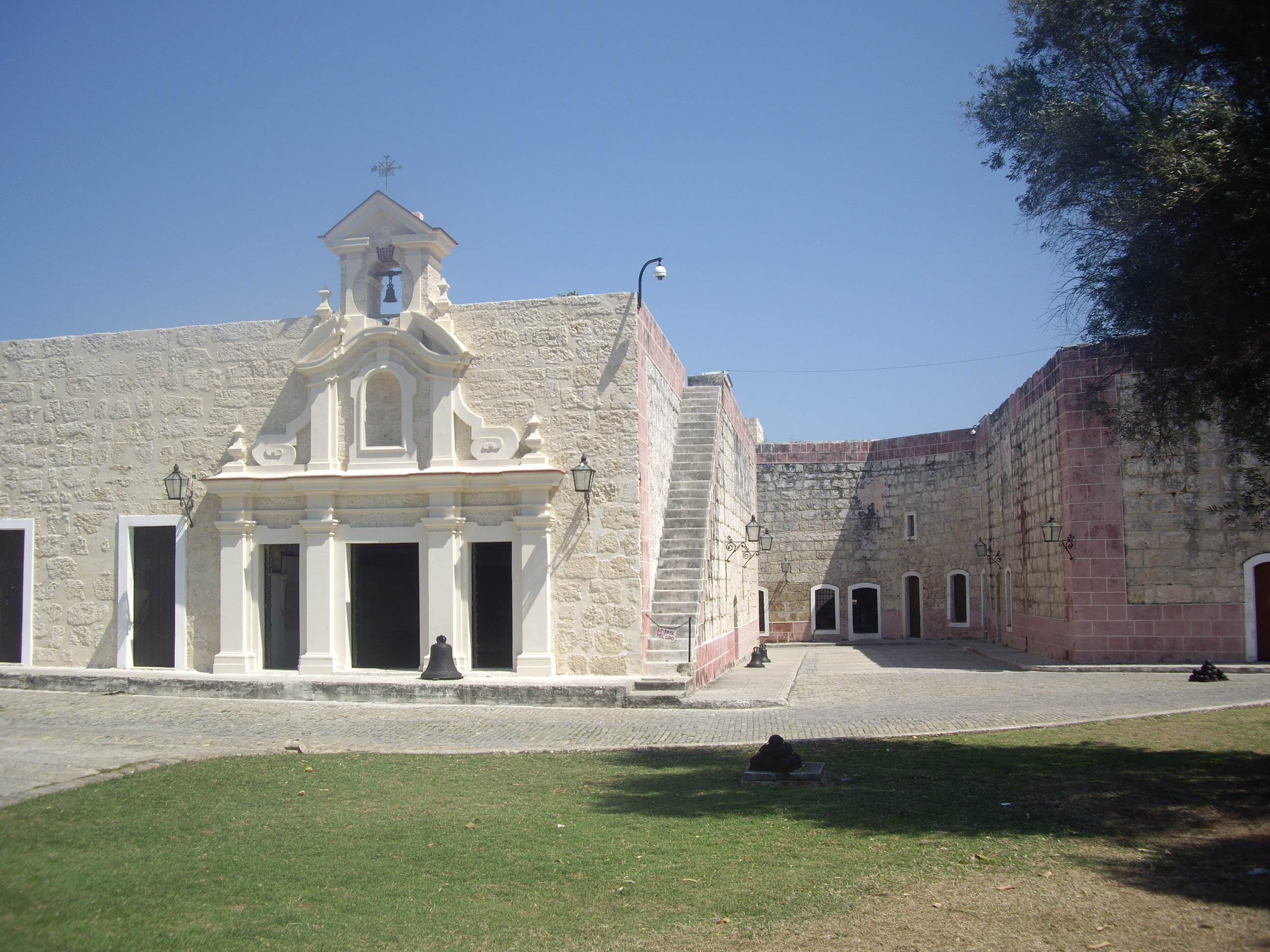
De kapel in het fort

Castillo Fortaleza de San Carlos de la Cabaña, ook wel bekend als La Cabaña, is een 18e-eeuws fort gebouwd ter verdediging van Havana in Cuba. Het ligt aan het toegangskanaal naar de Baai van Havana, naast het Castillo de los Tres Reyes Magos del Morro.
Na de verovering van Havana door de Engelsen in 1762 kwamen de tekortkomingen van de verdediging aan het licht. Het fort direct aan de toegang, Castillo del Morro, was kwetsbaar voor aanvallen vanaf het land en de Engelsen konden vanaf de oostoever van het toegangskanaal de stad met artillerie bestoken. De oplossing was een langwerpig fort op deze locatie. 
Na een halfjaar vertrokken de Engelsen. De Spaanse koning Karel III gaf opdracht voor de bouw van het fort. In 1763 begonnen de werkzaamheden en in 1774 was het gereed. Het werk heeft een oppervlakte van ongeveer 20 hectare. Het is langwerpig van vorm met de lange kant langs het toegangskanaal. De maximale lengte is 750 meter en het fort is niet breder van zo'n 250 meter. Het is na Castillo San Felipe de Barajas in Cartagena (Colombia) het grootste Spaanse fort in de regio. De volgende 200 jaar verdedigde het fort de stad en Del Morro, maar het heeft nooit strijd gezien.
Aan de westkant, tegen het toegangskanaal naar de baai, is een steile wand. Een aanvaller zou grote moeite hebben om hier het fort aan te vallen. De verdediging is minder uitgebreid dan aan de oostkant van het fort. Hier ligt een glooiend landschap dat beter geschikt is om artillerie te plaatsen en manschappen te verzamelen voor een aanval. Drie ravelijnen, die met bruggen over de droge grachten zijn verbonden met het hoofdfort, moeten de aanvaller op afstand houden. Langs de randen van de ravelijnen, met uitzondering van de achterzijde, zijn posities geprepareerd voor de opstelling van kanonnen. De hoofdtoegang loopt over het middelste ravelijn van waar een brede brug leidt naar een gedecoreerde toegangspoort van het hoofdfort.
Het werd later een gevangenis en Fidel Castro en zijn broer Raul hebben hier vastgezeten.
Na de Cubaanse Revolutie kwam het fort in handen van de revolutionairen. Che Guevara gebruikte het fort als zijn hoofdkwartier en als gevangenis. Tussen 2 januari en 12 juni 1959 hield hij toezicht op de revolutionaire tribunalen. In die vijf maanden werden er ook mensen geëxecuteerd  die zich tegen de communistische revolutie hadden verzet, waaronder voormalige leden van Buró de Represión de Actividades Comunistas, de geheime politie van dictator Batista. Er zijn 176 executies gedaan in de gevangenis van La Cabaña in deze periode.
In 1982 werd het fort opgenomen als een onderdeel van Oud Havana en haar vestingwerken in de UNESCO werelderfgoedlijst.
Tegenwoordig wordt het fort gebruikt als basis voor de Fuerzas Armadas Revolucionarias (FAR) (Spaans voor "Cubaanse Revolutionaire Krachten") en kan het door toeristen worden bezocht.
Iedere avond wordt om 9 uur 's avonds een kanon afgevuurd, nu een ritueel maar vroeger het signaal dat de stadspoorten worden gesloten.